# ارتفاع عالي (رواية)
ارتفاع عالي هي رواية للكاتب الإنجليزي جيه جي بالارد، نشرت عام 1975 عن دار نشر جوناثان كيب.
تصف القصة تفكك مبنى شاهق فاخر، حيث ينحدر سكانه الأثرياء تدريجياً إلى فوضى عارمة. تُظهر القصة ما يمكن أن يحدث للنفس البشرية في عصرنا الحالي بوجود التكنولوجيا الحديثة والمجتمع الحديث، حيث تبين ما يحدث بطرق إستفزازية. تم إنتاج فيلم في عام 2015 يحمل نفس الاسم، من قبل المخرج بن ويتلي.